# Aestus
Aestus – niemiecki silnik rakietowy używany w górnym członie rakiet Ariane 5 G, G+, GS i ES. Współczynnik powierzchni, 84. Rozwijany w latach 1988–1995  Dziewiczy lot 30 października 1997.